# Стрельба из лука на летних Олимпийских играх 1904
Соревнования по стрельбе из лука на летних Олимпийских играх 1904 прошли с 19 по 21 сентября. Соревнования проходили не по французским классам стрельбы, как на предыдущих Играх, а по шести американским. Все спортсмены, участвовавшие на соревнованиях были представителями США. Также, женщины впервые были допущены к соревнованиям по этому виду спорта, и шесть спортсменок разыграли три комплекта медалей.

## Медали

### Общий медальный зачёт
(Жирным выделено самое большое количество медалей в своей категории; принимающая страна также выделена)
| Общее количество медалей |        |        |         |        |       |
| Место                    | Страна | Золото | Серебро | Бронза | Всего |
| 1                        | США    | 6      | 6       | 5      | 17    |

### Медалисты

#### Мужчины
| Дисциплина                | Золото                                                              | Серебро                                                              | Бронза                                                              |
| Двойной йоркский круг     | Джордж Брайнт США                                                   | Роберт Уильямс США                                                   | Уильям Томпсон США                                                  |
| Двойной американский круг | Джордж Брайнт США                                                   | Роберт Уильямс США                                                   | Уильям Томпсон США                                                  |
| Командное первенство      | США Льюис Макссон · Гален Спенсер · Уильям Томпсон · Роберт Уильямс | США Чарльз Вудрафф · Сэмюэль Дьювалл · Уильям Кларк · Чарльз Хаббард | США Джордж Брайнт · Уоллас Брайнт · Сайрус Даллин · Генри Ричардсон |

#### Женщины
| Дисциплина                | Золото                                                            | Серебро                     | Бронза            |
| Двойной национальный круг | Матильда Хауэлл США                                               | Эмма Кук США                | Джесси Поллок США |
| Двойной колумбийский круг | Матильда Хауэлл США                                               | Эмма Кук США                | Джесси Поллок США |
| Командное первенство      | США Лора Вудрафф · Джесси Поллок · Луиза Тейлор · Матильда Хауэлл | США Эмма Кук · Мэйбл Тейлор | —                 |